# UNICS Kazán
El UNICS Kazán (del ruso: УНИКС Казань) es un club ruso de baloncesto con sede en la ciudad de Kazán, que fue fundado en 1991. Compite en la VTB United League y disputa sus partidos en el Basket-Hall Arena, con capacidad para 7500 espectadores. Su presidente desde 1998 es Yevgueni Borísovich Bogachov, presidente del Banco Nacional de la República de Tartaristán.

## Historia
El club ha recorrido un largo camino desde que el club se estableció en 1991. Entre 1994 y 1997, UNICS aseguró un puesto en la primera división de Rusia, y luego hizo un debut sensacional, estableciéndose entre los cinco mejores equipos del país. UNICS ya disputó competición europea en 1997, pero la nueva década ha pasado a ser un punto de inflexión para el club. El equipo queda en segundo lugar tras perder con CSKA en la Superliga en 2001 y 2002, año en el que también se llegó a las semifinales de la Copa Saporta, perdiendo contra el Maroussi en las semifinales. El primer título fue la Copa de Rusia en marzo de 2003 con una electrizante victoria 81-82 en el tiempo extra sobre el CSKA. Los fanes de UNICS no tuvieron que esperar mucho tiempo para ver a su equipo ganar un título europeo, también. Kazán fue sede de la FIBA Europa League Final Four, llamada ahora la FIBA EuroChallenge, en abril de 2004 y UNICS se proclamó campeón.

## Temporada a temporada
| Temporada | Nivel | División          | Pos. | Postemporada     | Copa de Rusia    | Competiciones europeas | Competiciones europeas | Otras competiciones | Otras competiciones |
| --------- | ----- | ----------------- | ---- | ---------------- | ---------------- | ---------------------- | ---------------------- | ------------------- | ------------------- |
| 1997–98   | 1     | Superliga A       | 5    | 7.º puesto       | –                | 3 Korać Cup            | GS                     | –                   | –                   |
| 1998–99   | 1     | Superliga A       | 5    | 5.º puesto       | –                | 2 Saporta Cup          |                        | –                   | –                   |
| 1999–00   | 1     | Superliga A       | 3    | tercer puesto    | –                | 3 Korać Cup            | OF                     | –                   | –                   |
| 2000–01   | 1     | Superliga A       | 2    | Finalista        | –                | 2 Saporta Cup          | SF                     | –                   | –                   |
| 2001–02   | 1     | Superliga A       | 2    | Finalista        | –                | 2 Saporta Cup          | QF                     | –                   | –                   |
| 2002–03   | 1     | Superliga A       | 3    | tercer puesto    | Campeón          | 3 FIBA Champions Cup   | QF                     | NEBL                | C                   |
| 2003–04   | 1     | Superliga A       | 2    | Finalista        | tercer puesto    | 3 FIBA Europe League   | C                      | –                   | –                   |
| 2004–05   | 1     | Superliga A       | 3    | Third place      | Runner-up        | 3 FIBA Europe League   | QF                     | –                   | –                   |
| 2005–06   | 1     | Superliga A       | 4    | Fourth place     | Third place      | 2 ULEB Cup             | OF                     | –                   | –                   |
| 2006–07   | 1     | Superliga A       | 2    | Runner-up        | Runner-up        | 2 ULEB Cup             | QF                     | –                   | –                   |
| 2007–08   | 1     | Superliga A       | 3    | Sixth place      | Semifinals       | 2 ULEB Cup             | QF                     | –                   | –                   |
| 2008–09   | 1     | Superliga A       | 4    | tercer puesto    | Campeón          | 2 Eurocup              | T16                    | –                   | –                   |
| 2009–10   | 1     | Superliga A       | 3    | tercer puesto    | Finalista        | 2 Eurocup              | T16                    | United League       | F                   |
| 2010–11   | 1     | PBL               | 1    | tercer puesto    | –                | 2 Eurocup              | C                      | United League       | 3.º                 |
| 2011–12   | 1     | PBL               | 6    | 5.º puesto       | –                | 1 Euroliga             | QF                     | United League       | F                   |
| 2012–13   | 1     | PBL               | 6    | –                | –                | 2 Eurocup              | QF                     | United League       | QF                  |
| 2013–14   | 1     | VTB United League | 1    | Semifinalista    | Campeón          | 2 Eurocup              | F                      | –                   | –                   |
| 2014–15   | 1     | VTB United League | 6    | Cuartos de final | 2.º clasificado  | 1 Euroliga             | TR                     | –                   | –                   |
| 2014–15   | 1     | VTB United League | 6    | Cuartos de final | 2.º clasificado  | 2 Eurocup              | SF                     | –                   | –                   |
| 2015–16   | 1     | VTB United League | 2    | Finalista        | 1.er clasificado | 2 Eurocup              | OF                     | –                   | –                   |
| 2016–17   | 1     | VTB United League | 5    | Cuartos de final | Ronda de 64      | 1 EuroLiga             | TR                     | –                   | –                   |
| 2017–18   | 1     | VTB United League | 4.º  | Semifinalista    |                  | 2 EuroCup              | QF                     |                     |                     |
| 2018–19   | 1     | VTB United League | 3.º  | Semifinalista    | 1.ª ronda        | 2 EuroCup              | SF                     |                     |                     |

## Palmarés
- VTB United League: 1

2023
- Copa de Rusia: 3

2003, 2009, 2014
- EuroChallenge: 1

2004
- Eurocup: 1

2011
- North European League: 1

2003

### Jugadores destacados
- Chris Anstey
- Nathan Jawai
- Marko Banic
- Krešimir Lončar
- Marko Popović
- Boštjan Nachbar
- Marko Tušek
- Quino Colom
- Martin Müürsepp
- Viktor Sanikidze
- Kostas Kaimakoglou
- Ian Vougioukas
- Nikolaos Zisis
- Rolands Freimanis
- Kaspars Kambala
- Kšyštof Lavrinovič
- Darjuš Lavrinovič
- Saulius Štombergas
- Eurelijus Žukauskas
- Slobodan Šljivančanin
- Ruslán Avleiev
- Serguéi Býkov
- Serguéi Chikalkin
- Andréi Fetísov
- Ígor Grachov
- Aleksandr Gutorov
- Víktor Keiru
- Andréi Kornev
- Valentín Kubrakov
- Ígor Kudelin
- Nikita Kurbanov
- Víktor Kurilchuk
- Fiódor Lijolitov
- Aleksandr Miloserdov
- Nikolái Padius
- Vadim Panin
- Yevgueni Pashutin
- Zajar Pashutin
- Aleksandr Petrenko
- Piotr Samoilenko
- Alekséi Savrasenko
- Andréi Sepelev
- Nikita Shabalkin
- Dmitri Sokolov
- Eduard Soobtsokov
- Serguéi Toporov
- Yevgueni Vóronov
- Artiom Yakovenko
- Antón Yudin
- Ígor Zamanski
- Stevan Nađfeji
- Oliver Popović
- Duško Savanovic
- Branislav Vićentić
- Hüseyin Beşok
- Nikolai Khryapa
- Travis Best
- Anthony Bonner
- Mire Chatman
- Sam Clancy, Jr.
- Joe Ira Clark
- Mateen Cleaves
- Acie Earl
- Chuck Eidson
- Joseph Forte
- Andrew Goudelock
- LaMarr Greer
- Lynn Greer
- Luke Harangody
- Marc Jackson
- Curtis Jerrells
- Terrell Lyday
- Jerry McCullough
- Michael McDonald
- Tywain McKee
- Ricky Minard
- Paul Shirley
- Dickey Simpkins
- Kebu Stewart
- Samaki Walker
- Glen Whisby
- James White
- Latavious Williams
- Marcus Williams
- Valeri Dayneko
- Egor Mesheriakov
- Vladímir Vereméyenko
- Hasan Rizvić
- Damir Mršić
- Milan Gurović
- Leonid Iailo
- Slavko Vraneš
- Maciej Lampe
- Henry Domercant
- Jarod Stevenson
- Tariq Kirksay
- Shammond Williams
- D'or Fischer
- Mike Wilkinson
- Kelly McCarty
- Keith Langford